# Olympische Sommerspiele 2000/Teilnehmer (Nicaragua)
| Gelbes Symbol für Goldmedaillen mit stilisierten Olympischen Ringen | Graues Symbol für Silbermedaillen mit stilisierten Olympischen Ringen | Braundes Symbol für Bronzemedaillen mit stilisierten Olympischen Ringen |
| ------------------------------------------------------------------- | --------------------------------------------------------------------- | ----------------------------------------------------------------------- |
| —                                                                   | —                                                                     | —                                                                       |

Nicaragua nahm an den Olympischen Sommerspielen 2000 in Sydney, Australien, mit einer Delegation aus sechs Athleten teil. Es war die achte Teilnahme des Landes an Olympischen Sommerspielen. Medaillen wurden keine gewonnen. Fahnenträger war, wie auch schon 1996, Walter Martínez.

## Übersicht der Teilnehmer

### Schießen
Männer
- Walter Martínez
Luftgewehr 10 m: 46. Platz

### Leichtathletik
Frauen
- Maritza Figueroa

400 m: 58,82 s (nicht für die nächste Runde qualifiziert)

### Taekwondo
Männer
- Carlos Delgado
Schwergewicht: 7. Platz

### Schwimmen
Männer
- Marcelino López
400 m Freistil: 4:18,89 min (nicht für die nächste Runde qualifiziert)

Frauen
- Fernanda José Cuadra
200 m Lagen: 2:38,25 min (nicht für die nächste Runde qualifiziert)

### Gewichtheben
Männer
- Orlando Vásquez
Bantamgewicht: 232,5 kg; 18. Platz